# Settimio Sereno
Settimio Sereno (in latino Septimius Serenus; fine II secolo d.C. – metà III secolo d.C.) è stato un poeta romano.

## Biografia
In base ad una notizia di Terenziano Mauro, che, citando un suo frammento, riferisce che avrebbe scritto nuper ("recentemente"), si ritiene che Sereno sia vissuto intorno alla metà del III secolo d.C.

## Opera
La raccolta poetica di Settimio Sereno è citata sotto vari titoli, da Ruralia a Opuscula ed era in almeno 2 libri, come attesta uno scolio a Giovenale. Si trattava, probabilmente, di una sorta di raccolta di componimenti basati sull'agricoltura e sulla vita bucolica, come appare dai testi, polimetri ed in un linguaggio affettatamente semplice.